# 80-as busz (Pécs)
A pécsi 80-as jelzésű autóbusz Somogy és István-akna között közlekedett. A Budai Állomásról 15-ös jelzéssel induló járatok egy része ment tovább István-aknára, majd vissza Somogyba és a Budai Állomásra. Volt egy-két kivétel, például a késői esti, utolsó 80-as járat 82-esként közlekedett tovább Petőfi-aknáig.

## Története
1960-tól közlekedett a bányászterületeket összekapcsolva 12B jelzéssel István-akna és Somogy között.  Az 1987-es átszámozás után a 80-as járat papíron István-akna és Petőfi-akna között járt, bár munkanapokon a 18-ból 17, hétvégén mindegyik járat csonkajárat volt, legtöbbjük akkor is Somogy és István-akna között (emellett néhány Somogy és Petőfi-akna, vagy István-akna és Mázsaház között) járt. Ekkor két betétjárata is volt: 80A jelzéssel a Tűzoltószertárig, illetve 80B a Mázsaházig közlekedtek autóbuszok. 1996-tól szerepel a menetrendben a jelenlegi útvonalon – a Petőfi-aknáig közlekedő járat pedig a 80-as betétjárataként jelenleg 82-es számmal közlekedik.
A 80-as járat a 15-össel volt összeköttetésben: a 15-ös járatok közel fele Somogyba érve 80-as járattá szerelt át, majd a 80-as visszatérve Somogyba 15-ös járatként ment tovább a Budai állomásig. 2014 szeptemberében a fonódó hálózat bevezetésekor ezek a 80-as járatok beleolvadtak a 15-ös jelzésű járatba, a Somogyból visszaforduló korábbi 15-ösök 15A jelzést kaptak – mindkettő immáron a Főpályaudvarról indulva.

## Útvonala
| István-akna felé                                                  | Somogy felé                                                       |
| ----------------------------------------------------------------- | ----------------------------------------------------------------- |
| Somogy – Somogy utca – Kőbánya utca – Béta-aknai út – István-akna | István-akna – Béta-aknai út – Kőbánya utca – Somogy utca – Somogy |

## Megállóhelyei
| 80 (István-akna – Somogy) |                        |          |                                              |               |
| Perc (↓)                  | Megállóhely            | Perc (↑) | Átszállási kapcsolatok a járat megszűnésekor | Létesítmények |
| 0                         | István-akna végállomás | 10       | 12, 115                                      |               |
| 1                         | István-akna I.         | 9        | 12, 115                                      |               |
| 2                         | István-akna II.        | 8        | 12, 115                                      |               |
| 5                         | Rücker-akna            | 5        | 115                                          |               |
| 7                         | Somogy kőbánya         | 3        | 115                                          |               |
| 10                        | Somogy végállomás      | 0        | 15, 115                                      |               |